# Hiroshi Kato (entrenador)
Hiroshi Kato (加藤 寛 Kato Hiroshi?, nacido el 29 de enero de 1951 en Okayama) es un exfutbolista japonés y entrenador.

## Clubes

### Como entrenador
| Club        | País  | Año  |
| ----------- | ----- | ---- |
| Vissel Kobe | Japón | 1997 |
| Vissel Kobe | Japón | 2004 |